# Валтер Арнолд
Валтер Арнолд (27 август 1909, Лайпциг – 11 юли 1979, Дрезден) е германски скулптор, председател на Асоциацията за изящни художници на ГДР, професор.
Изваял е композицията „Ужас“ – 1924 г., както и скулптурни портрети на Волфганг Амадеус Моцарт, Готхолд Ефраим Лесинг, Роза Люксембург, Карл Либкнехт, Ана Зегерс (1952 – 1958). Изработил е възпоменателен паметник на жертвите на фашизма в Лайпциг и паметник на Ернст Телман (1958).